# Puenta (pétanque)

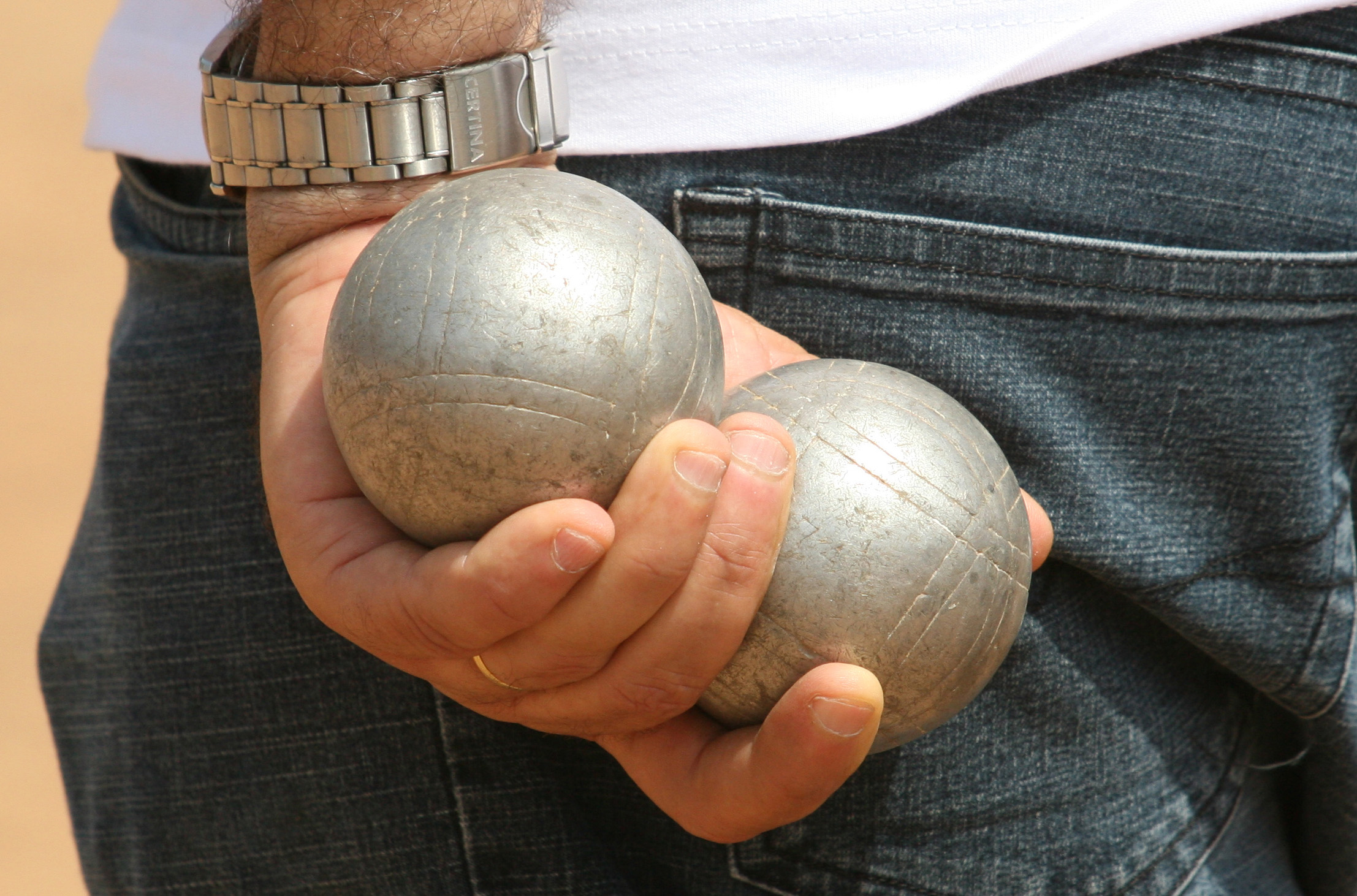
Bule z charakterystycznymi nacięciami ułatwiającymi chwyt

Puenta (fr. point – punkt, miejsce, kropka lub fr. pointe – ostrze, szpic) – jedno z dwu podstawowych (obok strzału) zagrań w pétanque. Zgodnie ze swoją nazwą, prowadzi do zdobycia punktu (wyniku) lub strategicznie ważnego terenu rozgrywki.
Zawodnik, którego podstawowym zadaniem w meczu jest ustawianie bul zwany jest puenterem. Bule puenterów są zwykle cięższe i mniejsze niż do strzału. Dodatkowo takie bule często posiadają nacięcia i rowki ułatwiające chwyt. Nacięcia ułatwiają zaś samej buli pokonywanie drobnych nierówności bulodromu. Bule do puenty mogą być też twardsze niż do strzału. Dobór bul pozostaje jednak często podyktowany indywidualnymi preferencjami lub przyzwyczajeniem zawodnika. Równie często jest to też temat ożywionych dyskusji i sporów.

## Technika
Chwyt buli w pétanque przed rzutem i w trakcie jego wykonywania nie różni się znacznie od większości (acz nie wszystkich) podobnych gier z użyciem bul – bula trzymana jest nachwytem za pomocą pełnej dłoni bez użycia kciuka. W petance nie istnieją żadne regulaminowe nakazy lub ograniczenia w tym zakresie. Bula może w trakcie zagrywki być trzymana i wypuszczana z ręki w dowolny sposób. Wspomniana technika pozwala jednak na większą kontrolę kuli w momencie wypuszczania jej z dłoni, a także większą kontrolę jej zachowania po upadku na bulodrom. Nachwyt jest jedynym sposobem na jej skuteczne „podkręcenie” (nadanie rotacji wstecznej lub bocznej).

Kiedy wyrzucamy bulę, wewnętrzna część dłoni powinna być zwrócona ku dołowi. Innymi słowy bula trzymana jest pod dłonią. Przestrzeganie tej zasady jest niezwykle ważne, gdyż tak naprawdę jest to jedyna technika zapewniająca skuteczny rzut.

W zapisach regulaminowych Międzynarodowej Federacji Pétanque i Gry Prowansalskiej istnieje zakaz zwilżania kul podczas gry. W opinii środowiska graczy zwilżając kulę można modyfikować jej przyczepność do dłoni podczas wypuszczania z ręki (zarówno przy puencie jak i strzale). To z kolei zwiększa kontrolę rzutu metodami, które wykraczają poza zakres sportowych umiejętności zawodnika. Ze strony FIPJP brak jest oficjalnego wyjaśnienia dla tego zakazu.

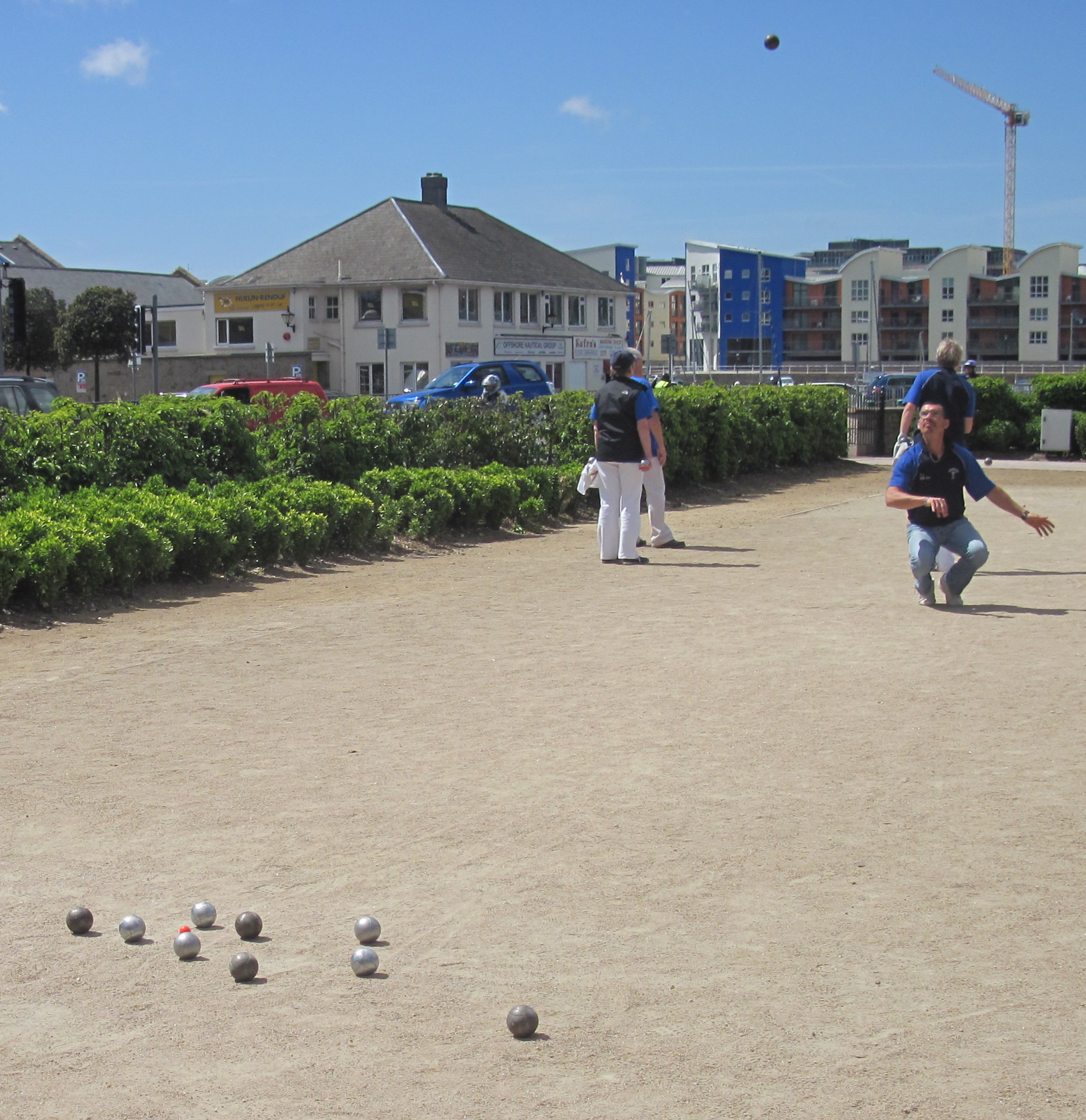
Wysoka puenta wykonywana z pozycji kucznej

W grze wyróżnia się trzy podstawowe rodzaje puent:
- puenta lobem – w różnych odmianach zagrania, sytuacjach i środowiskach znana również jako wysoka puenta, puenta z góry, świeca, rzut lobem. Kula zostaje wyrzucona przez zawodnika (przeważnie) wysoko w górę z silną rotacją wsteczną i pokonuje w powietrzu drogę po linii mocno wygiętego łuku. Prawidłowo wykonany rzut sprawia, że kula po upadku na ziemię wykonuje najwyżej kilka obrotów lub, wyjątkowo rzadko, staje w miejscu upadku. Jest to bardzo widowiskowy, ale trudny do wykonania rodzaj puenty[6]. Dodatkowo daje zawodnikom możliwość kontrolowania pozycji kuli po zagraniu niemal niezależnie od ukształtowania terenu – kula nie musi pokonywać nierówności pomiędzy miejscem upadku a planowanym punktem zatrzymania się; nie ma większego znaczenia ustawienie kul pomiędzy kołem a celem.

- puenta pół-lobem – (orygin. fr. la dami-done – półpodanie)[7] kula zostaje wyrzucona przez zawodnika tak, że drogę w powietrzu pokonuje po linii łagodnego łuku. Z założenia pokonuje też znaczną część swojej drogi do celu po powierzchni bulodromu[8]. Jest to w różnych wariantach najbardziej popularne zagranie. Szczególnie ważne jest trzymanie kierunku i uwzględnienie nierówności terenu – kula musi pokonać nierówności pomiędzy miejscem upadku a planowanym punktem zatrzymania się. Stosowana jest głównie wtedy, gdy droga do celu nie jest zastawiona innymi kulami, teren jest równy lub dostatecznie przewidywalny oraz gdy niemożliwa jest puenta lobem. Zdarza się, że stosują ją też gracze, którym brak dostatecznych umiejętności do wykonania rzutu lobem.

- puenta płaska – znana również jako szczur, żużlak, kulanka, toczenie, taczanka. Kula większość swojej drogi do celu pokonuje tocząc się po nawierzchni bulodromu. Uchodzi czasem za poślednią formę puenty, niewymagającą dostatecznego wyczucia siły rzutu. Najskuteczniej stosowana jest jednak na bulodromach szybkich – gładkich, a zarazem twardych[9]. Mimo zasadności jej stosowania na takich torach zdarza się, że przez wzgląd na bezzasadne opinie nie bywa praktykowana.

## Taktyka

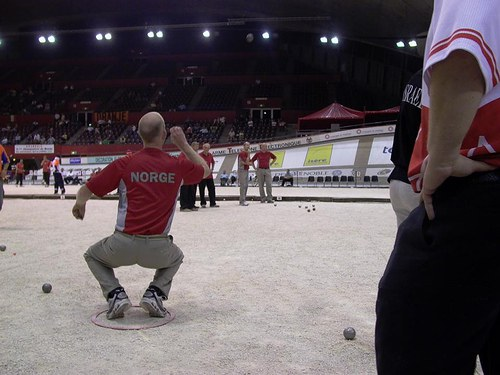
Reprezentant Norwegii podczas wykonywania puenty w czasie meczu na Mistrzostwach Świata w Grenoble w roku 2004

Puenta może być stosowana tak często, jak chce tego zawodnik i tyle razy w czasie rozgrywki, ile ma kul do rzucenia. Zasadność stosowania określa sytuacja w obszarze rozgrywki: układ bul przeciwnika i własnych. Niebagatelne znaczenie ma również znajomość techniki puenty i umiejętność jej wykonania przez zawodnika. Niejednokrotnie zawodnikowi grającemu na pozycji strzelca łatwiej jest wykonać strzał w bulę przeciwnika (w żelazo, na blachę) niż puentować i pokonywać nierówności terenu.
Szczególnym rodzajem puenty, dającym teoretycznie jeszcze większą przewagę po jej wykonaniu, jest puenta progresywna lub kolokwialnie dosuwanie lub dopychanie buli. Polega na takim wykonaniu rzutu w kierunku własnej, zwykle niepunktującej buli, by po zagraniu dwie bule własne zajmowały pożądane pozycje. Nazwa została zaczerpnięta od konkurencji rozgrywanej w bulach lyońskich, gdzie występuje szczególna odmiana strzału precyzyjnego – strzał progresywny. W języku grających w petankę przekształcane jest to czasami to w puentę progresywną.
Osobną jakość stanowi podkręcenie kuli i nadanie jej rotacji bocznej. Ruty z podkręceniem (fr. les coups a effet) stosowane są w sytuacji gdy dostęp do planowanego miejsca zatrzymania się buli został zablokowany. Wówczas drogę między miejscem, z którego zawodnik wykonuje rzut (koło), a celem (świnka) kula powinna pokonać z nadana jej rotacją. Podkręcenie, nadanie rotacji bocznej nie jest przypisane do jednego rodzaju puenty – można stosować ją przy puencie wykonywanej zarówno płasko, jak i lobem czy pół-lobem.

## Strategia
Puenta jest przeważnie zagraniem ofensywnym. Za pojmowaniem puenty jako działania ofensywnego przemawia fakt, że z definicji, puenta prowadzi do zdobycia punktu lub strategicznie ważnego obszaru gry. Przemawia za tym również fakt że puenta to zagrywka, która po rzucie świnką z koła rozpoczyna każdy mecz i/lub kolejną rozgrywkę (część meczu). Porównując to z innymi dyscyplinami sportu nie można powiedzieć, że serw jest zagraniem defensywnym.
Dla doświadczonych graczy puenta w pewnej sytuacji jest niemal oczywistym zagraniem. Mimo tego wszystkie decyzje o strategicznym znaczeniu powinny być konsultowane z pozostałymi zawodnikami w drużynie.
Zapytanie fr. Tu tires ou tu pointes? – Puentujesz czy strzelasz? zapytanie odnoszące się do strategii gry bywa utożsamiane z sama grą. Jest jednocześnie powiedzeniem funkcjonującym poza kręgiem graczy w różnych znaczeniach żartobliwych i metaforycznych nierzadko z erotycznym podtekstem